# Стефан Дамянов
Стефан Дамянов е български стопански деец и общественик, кмет на община Казанлък в периода 2003 – 2011 г.
Завършва висшето си образование в Тулския политехнически институт в Русия. Бил е директор на завод „Арсенал“ АД, „Балканкар“, ДСО „Металолеене“, „Мадара“ в Шумен, Завода за дизелови двигатели във Варна и други български предприятия.
През 2001 г. става председател на фондация „Българска роза“. На местните избори през 2007 г. е подкрепен за втори мандат от НДСВ, ДПС, БСП и други партии. Печели убедително изборите за кмет на общината с 83,4 % от гласовете.
Умира на 15 февруари 2023 г.